# Léon Aubert
Léon Aubert, né en 1923 et mort le 27 novembre 2006, est un musicien, compositeur et écrivain vaudois.

## Biographie
Enfant issu d'une famille jurassienne cultivée, musicienne et pieuse, Léon Aubert démontre rapidement une grande indépendance d'esprit. Il acquiert une formation musicale auprès d’Andrée Foetisch pour le piano et, à l’Institut de Ribaupierre à Lausanne, auprès d’Aloÿs Fornerod pour le contrepoint et l’harmonie. Il a aussi étudié ces deux disciplines à Paris – entre 1949 et 1950 – avec Nadia Boulanger. À partir de 1941, il chante au chœur Bach de Lausanne et reste fidèle à ce chœur mixte jusqu’en 1958. Il est étudiant à l’Université de Lausanne entre 1942 et 1946 pour le français, le latin, le grec et la philosophie.
Du point de vue professionnel, Léon Aubert – avant d’être engagé dans l’enseignement officiel du canton de Vaud – enseigne le grec à l’Ecole Nouvelle de 1948 à 1949. Il devient ensuite professeur de français et de latin à Montreux de 1955 à 1965, puis au Collège de l’Elysée de 1965 à 1988. Philosophe, compositeur, nouvelliste, poète et pédagogue, Léon Aubert prend l'initiative d'une "expérience pilote" consistant à offrir aux élèves des cours à option, essentiellement artistiques, sans pour autant alourdir leurs horaires. Il est également le précurseur du projet "musique à l'école", mis en route depuis 2005, en collaboration avec le Conservatoire de musique de Lausanne.
Léon Aubert compose entre 1957 et 1970. On lui doit une cantate, Récit pour le Temps de la Passion, créée en mars 1964 à l'Église catholique du Valentin sous la direction de Michel Corboz. Le compositeur lui-même situait esthétiquement cette œuvre en ces termes : « c’est du Bernard Reichel plus lyrique et du Frank Martin moins tourmenté ». L’œuvre a retenu positivement l’attention des chroniqueurs de l’époque. Le milieu littéraire le considère comme disciple fervent des hellénistes, à la manière du professeur André Bonnard dont il a été l’étudiant à l’université de Lausanne. En plus de ses cantates, il laisse plus de cinquante récits et poèmes.
Il décède le 27 novembre 2006, à l'âge de 84 ans. Un fonds Léon Aubert a été créé à la Bibliothèque cantonale et universitaire de Lausanne

## Sources
- « Léon Aubert », sur la base de données des personnalités vaudoises sur la plateforme « Patrinum » de la Bibliothèque cantonale et universitaire de Lausanne.
- Le Temps, 2006/12/07
- Fonds Léon Aubert à la Bibliothèque cantonale et universitaire - Lausanne
- Revue Musicale Suisse, n° 5, mai 2007, p.30